# یواس‌ان‌اس شاین (تی-ای‌جی-۱۷۴)
یواس‌ان‌اس شاین (تی-ای‌جی-۱۷۴) (به انگلیسی: USNS Cheyenne (T-AG-174)) یک کشتی بود که طول آن 455' 3" بود. این کشتی در سال ۱۹۴۵ ساخته شد.